# Élections cantonales de 1992 en Haute-Corse
Les élections cantonales ont eu lieu les 22 et 29 mars 1992.
Lors de ces élections, 14 des 30 cantons de la Haute-Corse ont été renouvelés. Elles ont vu l'élection de la majorité RPR dirigée par Paul Natali, succédant à François Giacobbi, président PRG du conseil général depuis 1975.

## Résultats à l’échelle du département
Répartition départementale des résultats (2e tour).
- PCF (3,04 %)
- PS (12,18 %)
- PRG (31,84 %)
- Majorité (6,94 %)
- Régionalistes (8,32 %)
- RPR (19,63 %)
- DVD (18,06 %)

| Étiquette      | Étiquette                          | Premier tour | Premier tour | Second tour | Second tour | Sièges |
| Étiquette      | Étiquette                          | Voix         | %            | Voix        | %           | Sièges |
| -------------- | ---------------------------------- | ------------ | ------------ | ----------- | ----------- | ------ |
|                | Parti radical de gauche            | 9 632        | 30,90        | 9 271       | 31,84       | 5      |
|                | Parti socialiste                   | 3 343        | 10,72        | 3 548       | 12,18       | 0      |
|                | Majorité présidentielle            | 2 685        | 8,61         | 2 021       | 6,94        | 2      |
|                | Parti communiste français          | 1 966        | 6,31         | 885         | 3,04        | 0      |
| Gauche         | Gauche                             | 17 626       | 56,54        | 15 725      | 54,00       | 7      |
|                |                                    |              |              |             |             |        |
|                | Rassemblement pour la République   | 3 415        | 10,95        | 5 715       | 19,63       | 4      |
|                | Divers droite                      | 3 216        | 10,32        | 5 259       | 18,06       | 3      |
|                | Front national                     | 1 203        | 3,86         |             |             |        |
|                | Union pour la démocratie française | 181          | 0,58         |             |             |        |
| Droite         | Droite                             | 8 015        | 25,71        | 10 974      | 37,69       | 7      |
|                |                                    |              |              |             |             |        |
|                | Régionalistes                      | 5 534        | 17,75        | 2 422       | 8,32        | 0      |
|                |                                    |              |              |             |             |        |
| Inscrits       | Inscrits                           | 38 260       | 100,00       | 35 996      | 100,00      |        |
| Abstention     | Abstention                         | 5 998        | 15,68        | 4 847       | 13,47       |        |
| Votants        | Votants                            | 32 262       | 84,32        | 31 149      | 86,53       |        |
| Blancs et nuls | Blancs et nuls                     | 1 087        | 3,37         | 2 028       | 6,51        |        |
| Exprimés       | Exprimés                           | 31 175       | 96,63        | 29 121      | 93,49       |        |

## Résultats par canton

### Canton de Bastia-1
| Candidats      | Candidats                 | Étiquette      | Premier tour | Premier tour | Second tour | Second tour |
| Candidats      | Candidats                 | Étiquette      | Voix         | %            | Voix        | %           |
| -------------- | ------------------------- | -------------- | ------------ | ------------ | ----------- | ----------- |
|                | Jean-Crucien Zuccarelli*  | PRG            | 699          | 27,87        | 1 019       | 39,60       |
|                | Henri Thiers              | DVD            | 635          | 25,32        | 977         | 37,97       |
|                | Marv-Ghjuvanni Castellani | REG            | 420          | 16,75        | 577         | 22,43       |
|                | Claude Leonardi           | FN             | 286          | 11,40        |             |             |
|                | Louise Mamberti           | REG            | 205          | 8,17         |             |             |
|                | Ida Dion Delobre          | PCF            | 141          | 5,62         |             |             |
|                | Francois de Casalta       | PS             | 101          | 4,03         |             |             |
|                | Jean Regoli Cancellieri   | DVD            | 21           | 0,84         |             |             |
|                |                           |                |              |              |             |             |
| Inscrits       | Inscrits                  | Inscrits       | 3 028        | 100,00       | 3 029       | 100,00      |
| Abstention     | Abstention                | Abstention     | 402          | 13,28        | 313         | 10,33       |
| Votants        | Votants                   | Votants        | 2 626        | 86,72        | 2 716       | 89,67       |
| Blancs et nuls | Blancs et nuls            | Blancs et nuls | 118          | 4,49         | 143         | 5,27        |
| Exprimés       | Exprimés                  | Exprimés       | 2 508        | 95,51        | 2 573       | 94,73       |

*sortant

### Canton de Bastia-3
| Candidats      | Candidats            | Étiquette      | Premier tour | Premier tour | Second tour | Second tour |
| Candidats      | Candidats            | Étiquette      | Voix         | %            | Voix        | %           |
| -------------- | -------------------- | -------------- | ------------ | ------------ | ----------- | ----------- |
|                | Jacques Pasquini     | RPR            | 255          | 37,12        | 371         | 52,48       |
|                | Jean-Pierre Fusella  | PCF            | 161          | 23,44        | 336         | 47,52       |
|                | Jean-Claude Leoncini | PRG            | 115          | 16,74        | Retrait     | Retrait     |
|                | Jean Geronimi        | PS             | 71           | 10,33        |             |             |
|                | Agustu Bagnaninchi   | REG            | 40           | 5,82         |             |             |
|                | Antoine Verdi        | REG            | 22           | 3,20         |             |             |
|                | Toussaint Raffalli   | FN             | 20           | 2,91         |             |             |
|                | Claire Connan        | DVD            | 3            | 0,44         |             |             |
|                |                      |                |              |              |             |             |
| Inscrits       | Inscrits             | Inscrits       | 822          | 100,00       | 822         | 100,00      |
| Abstention     | Abstention           | Abstention     | 111          | 13,50        | 66          | 8,03        |
| Votants        | Votants              | Votants        | 711          | 86,50        | 756         | 91,97       |
| Blancs et nuls | Blancs et nuls       | Blancs et nuls | 24           | 3,38         | 49          | 6,48        |
| Exprimés       | Exprimés             | Exprimés       | 687          | 96,62        | 707         | 93,52       |

### Canton de Belgodère
| Candidats      | Candidats                  | Étiquette      | Premier tour | Premier tour | Second tour | Second tour |
| Candidats      | Candidats                  | Étiquette      | Voix         | %            | Voix        | %           |
| -------------- | -------------------------- | -------------- | ------------ | ------------ | ----------- | ----------- |
|                | Paul Patriarche*           | DVD            | 1 006        | 41,62        | 1 337       | 55,34       |
|                | Alain-Francois Vincentelli | PRG            | 601          | 24,87        | 1 079       | 44,66       |
|                | Pierre Mancini             | PS             | 485          | 20,07        | Retrait     | Retrait     |
|                | Rigeru Maupertuis          | REG            | 236          | 9,76         |             |             |
|                | Philippe Suzzoni           | FN             | 63           | 2,61         |             |             |
|                | Laurence Chastain          | PCF            | 26           | 1,08         |             |             |
|                |                            |                |              |              |             |             |
| Inscrits       | Inscrits                   | Inscrits       | 2 975        | 100,00       | 2 972       | 100,00      |
| Abstention     | Abstention                 | Abstention     | 520          | 17,48        | 392         | 13,19       |
| Votants        | Votants                    | Votants        | 2 455        | 82,52        | 2 580       | 86,81       |
| Blancs et nuls | Blancs et nuls             | Blancs et nuls | 38           | 1,55         | 164         | 6,36        |
| Exprimés       | Exprimés                   | Exprimés       | 2 417        | 98,45        | 2 416       | 93,64       |

*sortant

### Canton de Sagro-di-Santa-Giulia
| Candidats      | Candidats              | Étiquette      | Premier tour | Premier tour | Second tour | Second tour |
| Candidats      | Candidats              | Étiquette      | Voix         | %            | Voix        | %           |
| -------------- | ---------------------- | -------------- | ------------ | ------------ | ----------- | ----------- |
|                | Jean-Baptiste Motroni* | PS             | 991          | 48,08        | 1 207       | 57,70       |
|                | Jacques Damiani        | PCF            | 495          | 24,02        | 549         | 26,24       |
|                | Ghjiseppu Martini      | REG            | 303          | 14,70        | 336         | 16,06       |
|                | Robert Jean            | PCF            | 102          | 4,95         |             |             |
|                | Florence Leonardi      | FN             | 170          | 8,25         |             |             |
|                |                        |                |              |              |             |             |
| Inscrits       | Inscrits               | Inscrits       | 2 807        | 100,00       | 2 807       | 100,00      |
| Abstention     | Abstention             | Abstention     | 537          | 19,13        | 479         | 17,06       |
| Votants        | Votants                | Votants        | 2 270        | 80,87        | 4 256       | 82,94       |
| Blancs et nuls | Blancs et nuls         | Blancs et nuls | 209          | 9,21         | 236         | 10,14       |
| Exprimés       | Exprimés               | Exprimés       | 2 061        | 90,79        | 2 092       | 89,86       |

*sortant

### Canton de Niolu-Omessa
| Candidats      | Candidats                    | Étiquette      | Premier tour | Premier tour | Second tour | Second tour |
| Candidats      | Candidats                    | Étiquette      | Voix         | %            | Voix        | %           |
| -------------- | ---------------------------- | -------------- | ------------ | ------------ | ----------- | ----------- |
|                | Alain-Louis Luisi            | PRG            | 971          | 41,44        | 1 200       | 48,33       |
|                | Jean-Baptiste Castellani     | RPR            | 965          | 41,19        | 1 283       | 51,67       |
|                | Guy-Iviu Acquaviva           | REG            | 137          | 5,85         |             |             |
|                | Nonce Geronimi               | PS             | 128          | 5,46         |             |             |
|                | Jean-Paul Albertini          | REG            | 66           | 2,82         |             |             |
|                | Marie-Françoise Geronimi     | PS             | 42           | 1,79         |             |             |
|                | Jean-Marie Santucci          | PCF            | 17           | 0,73         |             |             |
|                | Marie-Jeanne Jacob Dit Luzie | FN             | 17           | 0,73         |             |             |
|                |                              |                |              |              |             |             |
| Inscrits       | Inscrits                     | Inscrits       | 2 902        | 100,00       | 2 902       | 100,00      |
| Abstention     | Abstention                   | Abstention     | 519          | 17,88        | 356         | 12,27       |
| Votants        | Votants                      | Votants        | 2 383        | 82,12        | 2 546       | 87,73       |
| Blancs et nuls | Blancs et nuls               | Blancs et nuls | 40           | 1,68         | 63          | 2,47        |
| Exprimés       | Exprimés                     | Exprimés       | 2 343        | 98,32        | 2 483       | 97,53       |

### Canton d'Alto-di-Casaconi
| Candidats      | Candidats           | Étiquette      | Premier tour | Premier tour |
| Candidats      | Candidats           | Étiquette      | Voix         | %            |
| -------------- | ------------------- | -------------- | ------------ | ------------ |
|                | François Albertini* | PRG            | 1 160        | 70,13        |
|                | Vincensiu Tabarani  | REG            | 206          | 12,45        |
|                | Charles Casabianca  | PCF            | 136          | 8,22         |
|                | Maurice Vescovacci  | PS             | 85           | 5,14         |
|                | René Ristorcelli    | FN             | 67           | 4,05         |
|                |                     |                |              |              |
| Inscrits       | Inscrits            | Inscrits       | 2 254        | 100,00       |
| Abstention     | Abstention          | Abstention     | 485          | 21,52        |
| Votants        | Votants             | Votants        | 1 769        | 78,48        |
| Blancs et nuls | Blancs et nuls      | Blancs et nuls | 115          | 6,50         |
| Exprimés       | Exprimés            | Exprimés       | 1 654        | 93,50        |

*sortant

### Canton de Campoloro-di-Moriani
| Candidats      | Candidats               | Étiquette      | Premier tour | Premier tour | Second tour | Second tour |
| Candidats      | Candidats               | Étiquette      | Voix         | %            | Voix        | %           |
| -------------- | ----------------------- | -------------- | ------------ | ------------ | ----------- | ----------- |
|                | Jean-Claude Bonaccorsi* | RPR            | 960          | 31,70        | 1 429       | 50,14       |
|                | Jean-Claude Dominici    | PS             | 960          | 31,70        | 826         | 28,98       |
|                | Dominique Domarchi      | PRG            | 585          | 19,32        | Retrait     | Retrait     |
|                | Gaetan Bertozzi         | REG            | 584          | 19,29        | Retrait     | Retrait     |
|                | Guy-Valeriu Geronimi    | REG            | 437          | 14,43        | 595         | 20,88       |
|                | Guy Rioli               | PCF            | 109          | 5,48         |             |             |
|                | Charles Ciccoli         | PS             | 166          | 4,26         |             |             |
|                | Antoine Cardi           | FN             | 58           | 1,92         |             |             |
|                |                         |                |              |              |             |             |
| Inscrits       | Inscrits                | Inscrits       | 3 028        | 100,00       | 3 620       | 100,00      |
| Abstention     | Abstention              | Abstention     | 535          | 14,78        | 614         | 16,96       |
| Votants        | Votants                 | Votants        | 3 085        | 85,22        | 3 006       | 83,04       |
| Blancs et nuls | Blancs et nuls          | Blancs et nuls | 57           | 1,85         | 156         | 5,19        |
| Exprimés       | Exprimés                | Exprimés       | 3 028        | 98,15        | 2 850       | 94,81       |

*sortant

### Canton de Corte
| Candidats      | Candidats              | Étiquette      | Premier tour | Premier tour | Second tour | Second tour |
| Candidats      | Candidats              | Étiquette      | Voix         | %            | Voix        | %           |
| -------------- | ---------------------- | -------------- | ------------ | ------------ | ----------- | ----------- |
|                | Antoin-Franck Sindali  | RPR            | 910          | 33,67        | 1 336       | 57,59       |
|                | Antoine Casanova       | PS             | 369          | 13,65        | 984         | 42,41       |
|                | Ghjiseppu Battesti     | REG            | 289          | 10,69        |             |             |
|                | Dominique Baldacci     | PS             | 257          | 9,51         |             |             |
|                | François Zuccarelli    | DVD            | 186          | 6,88         |             |             |
|                | Jean-Marie Lapina      | UDF            | 181          | 6,70         |             |             |
|                | Dominique Graziani     | PRG            | 150          | 5,55         |             |             |
|                | Jean-André Simonetti   | REG            | 148          | 5,48         |             |             |
|                | Raymond Leonetti       | PCF            | 77           | 2,85         |             |             |
|                | Octave Jacob Dit Luzie | FN             | 76           | 2,81         |             |             |
|                | Emmanuel Simonini      | DVD            | 43           | 1,59         |             |             |
|                | Jean-René Richard      | DVD            | 17           | 0,63         |             |             |
|                |                        |                |              |              |             |             |
| Inscrits       | Inscrits               | Inscrits       | 3 159        | 100,00       | 3 159       | 100,00      |
| Abstention     | Abstention             | Abstention     | 353          | 11,17        | 435         | 13,77       |
| Votants        | Votants                | Votants        | 2 806        | 88,83        | 2 724       | 86,23       |
| Blancs et nuls | Blancs et nuls         | Blancs et nuls | 103          | 3,67         | 404         | 14,83       |
| Exprimés       | Exprimés               | Exprimés       | 2 703        | 96,33        | 2 320       | 85,17       |

### Canton de L'Île-Rousse
| Candidats      | Candidats             | Étiquette      | Premier tour | Premier tour | Second tour | Second tour |
| Candidats      | Candidats             | Étiquette      | Voix         | %            | Voix        | %           |
| -------------- | --------------------- | -------------- | ------------ | ------------ | ----------- | ----------- |
|                | Toussaint Fondacci*   | RPR            | 909          | 30,79        | 1 296       | 43,16       |
|                | Hyacinthe Mattei      | PS             | 741          | 25,10        | 1 357       | 45,19       |
|                | Jean-Laurent Ferrandi | PRG            | 689          | 23,34        | Retrait     | Retrait     |
|                | Francescu Acquaviva   | REG            | 344          | 11,65        | 350         | 11,66       |
|                | Françoise Capirossi   | REG            | 139          | 4,71         |             |             |
|                | Charles Andreani      | PCF            | 87           | 2,95         |             |             |
|                | Paul Soletti          | FN             | 43           | 1,46         |             |             |
|                |                       |                |              |              |             |             |
| Inscrits       | Inscrits              | Inscrits       | 3 404        | 100,00       | 3 398       | 100,00      |
| Abstention     | Abstention            | Abstention     | 387          | 11,37        | 275         | 8,09        |
| Votants        | Votants               | Votants        | 3 017        | 88,63        | 3 123       | 91,91       |
| Blancs et nuls | Blancs et nuls        | Blancs et nuls | 65           | 2,15         | 120         | 3,84        |
| Exprimés       | Exprimés              | Exprimés       | 2 952        | 97,85        | 3 003       | 96,16       |

*sortant

### Canton de Castifao-Morosaglia
| Candidats      | Candidats                | Étiquette      | Premier tour | Premier tour | Second tour | Second tour |
| Candidats      | Candidats                | Étiquette      | Voix         | %            | Voix        | %           |
| -------------- | ------------------------ | -------------- | ------------ | ------------ | ----------- | ----------- |
|                | Louis-Camille Simonpieri | PRG            | 862          | 40,06        | 1 074       | 48,47       |
|                | Serge Grisoni            | DVD            | 646          | 30,02        | 1 142       | 51,53       |
|                | Vincent Cognetti         | RPR            | 318          | 14,78        | Retrait     | Retrait     |
|                | Antone Saliceti          | REG            | 191          | 8,88         |             |             |
|                | Jean-Sylvestre Mariani   | PS             | 66           | 3,07         |             |             |
|                | Xavier-Jean Bernardini   | PCF            | 56           | 2,60         |             |             |
|                | Joel Schleidt            | FN             | 13           | 0,60         |             |             |
|                |                          |                |              |              |             |             |
| Inscrits       | Inscrits                 | Inscrits       | 2 597        | 100,00       | 2 597       | 100,00      |
| Abstention     | Abstention               | Abstention     | 389          | 14,98        | 306         | 11,78       |
| Votants        | Votants                  | Votants        | 2 208        | 85,02        | 2 291       | 88,22       |
| Blancs et nuls | Blancs et nuls           | Blancs et nuls | 56           | 2,54         | 75          | 3,27        |
| Exprimés       | Exprimés                 | Exprimés       | 2 152        | 97,46        | 2 216       | 96,73       |

### Canton de La Conca-d'Oro
| Candidats      | Candidats          | Étiquette      | Premier tour | Premier tour | Second tour | Second tour |
| Candidats      | Candidats          | Étiquette      | Voix         | %            | Voix        | %           |
| -------------- | ------------------ | -------------- | ------------ | ------------ | ----------- | ----------- |
|                | Louis Sabini*      | PRG            | 1 032        | 41,02        | 1 256       | 48,68       |
|                | Claudy Olmeta      | DVD            | 983          | 39,07        | 1 324       | 51,32       |
|                | Rigeru Ristorcelli | REG            | 235          | 9,34         |             |             |
|                | Philippe Panza     | PCF            | 120          | 4,77         |             |             |
|                | Lucien Benvenuti   | PS             | 116          | 4,61         |             |             |
|                | Christian Lecadre  | FN             | 30           | 1,19         |             |             |
|                |                    |                |              |              |             |             |
| Inscrits       | Inscrits           | Inscrits       | 2 899        | 100,00       | 2 899       | 100,00      |
| Abstention     | Abstention         | Abstention     | 305          | 10,52        | 179         | 6,17        |
| Votants        | Votants            | Votants        | 2 594        | 89,48        | 2 720       | 93,83       |
| Blancs et nuls | Blancs et nuls     | Blancs et nuls | 78           | 3,01         | 140         | 5,15        |
| Exprimés       | Exprimés           | Exprimés       | 2 516        | 96,99        | 2 580       | 94,85       |

*sortant

### Canton de Prunelli-di-Fiumorbo
| Candidats      | Candidats                | Étiquette      | Premier tour | Premier tour | Second tour | Second tour |
| Candidats      | Candidats                | Étiquette      | Voix         | %            | Voix        | %           |
| -------------- | ------------------------ | -------------- | ------------ | ------------ | ----------- | ----------- |
|                | Henri Poli*              | PRG            | 1 427        | 46,33        | 1 845       | 60,69       |
|                | François Tiberi          | PS             | 813          | 26,40        | 1 195       | 39,31       |
|                | Michele Polini           | REG            | 359          | 11,66        |             |             |
|                | Jean-Baptiste Martinetti | FN             | 228          | 7,40         |             |             |
|                | Claude Giudicelli        | PCF            | 144          | 4,68         |             |             |
|                | Eric Roux                | REG            | 109          | 3,54         |             |             |
|                |                          |                |              |              |             |             |
| Inscrits       | Inscrits                 | Inscrits       | 4 046        | 100,00       | 4 046       | 100,00      |
| Abstention     | Abstention               | Abstention     | 889          | 21,97        | 830         | 20,51       |
| Votants        | Votants                  | Votants        | 3 157        | 78,03        | 3 216       | 79,49       |
| Blancs et nuls | Blancs et nuls           | Blancs et nuls | 77           | 2,44         | 176         | 5,47        |
| Exprimés       | Exprimés                 | Exprimés       | 3 080        | 97,56        | 3 040       | 94,53       |

*sortant

### Canton de Capobianco
| Candidats      | Candidats         | Étiquette      | Premier tour | Premier tour | Second tour | Second tour |
| Candidats      | Candidats         | Étiquette      | Voix         | %            | Voix        | %           |
| -------------- | ----------------- | -------------- | ------------ | ------------ | ----------- | ----------- |
|                | Roger Franzoni*   | PRG            | 711          | 43,14        | 1 016       | 64,30       |
|                | Michel Fantozzi   | PS             | 384          | 23,30        | Retrait     | Retrait     |
|                | Filippu Mannoni   | REG            | 164          | 9,95         | 564         | 35,70       |
|                | Pierre Carrara    | PCF            | 162          | 9,83         |             |             |
|                | Francis Crescioni | DVD            | 101          | 6,13         |             |             |
|                | Antoine Biagini   | FN             | 70           | 4,25         |             |             |
|                | Yves Stella       | REG            | 56           | 3,40         |             |             |
|                |                   |                |              |              |             |             |
| Inscrits       | Inscrits          | Inscrits       | 2 151        | 100,00       | 2 150       | 100,00      |
| Abstention     | Abstention        | Abstention     | 421          | 19,57        | 422         | 19,63       |
| Votants        | Votants           | Votants        | 1 730        | 80,43        | 1 728       | 80,37       |
| Blancs et nuls | Blancs et nuls    | Blancs et nuls | 82           | 4,74         | 148         | 8,56        |
| Exprimés       | Exprimés          | Exprimés       | 1 648        | 95,26        | 1 580       | 91,44       |

*sortant

### Canton de Venaco
| Candidats      | Candidats                 | Étiquette      | Premier tour | Premier tour | Second tour | Second tour |
| Candidats      | Candidats                 | Étiquette      | Voix         | %            | Voix        | %           |
| -------------- | ------------------------- | -------------- | ------------ | ------------ | ----------- | ----------- |
|                | François Giacobbi*        | PRG            | 630          | 44,18        | 782         | 62,01       |
|                | Jean-Marc Cermolacce      | DVD            | 323          | 22,65        | 479         | 37,99       |
|                | Jean-Robert Alberti       | PS             | 290          | 20,34        | Retrait     | Retrait     |
|                | Jean-Dominique Vincensini | PCF            | 76           | 5,33         |             |             |
|                | Guy-Luigi Costa           | REG            | 67           | 4,70         |             |             |
|                | Pierre Savelli            | REG            | 29           | 2,03         |             |             |
|                | Claude Liiri              | FN             | 11           | 0,77         |             |             |
|                |                           |                |              |              |             |             |
| Inscrits       | Inscrits                  | Inscrits       | 1 596        | 100,00       | 1 595       | 100,00      |
| Abstention     | Abstention                | Abstention     | 145          | 9,09         | 180         | 11,29       |
| Votants        | Votants                   | Votants        | 1 451        | 90,91        | 1 415       | 88,71       |
| Blancs et nuls | Blancs et nuls            | Blancs et nuls | 25           | 1,72         | 154         | 10,88       |
| Exprimés       | Exprimés                  | Exprimés       | 1 426        | 98,28        | 1 261       | 89,12       |

*sortant